# خوله دنیا
خوله دنیا (عربی: خولة دنيا؛ زادهٔ ۲ اوت ۱۹۶۸ در دمشق) شاعر پژوهشگر روزنامه‌نگار و سازمان دهنده کمک و امداد اهل سوریه است که سابقاً علوی مذهب بود. 